# Museo Nacional de Historia Natural de Bolivia
El Museo Nacional de Historia Natural de Bolivia es el museo de historia natural de rango nacional de Bolivia. Fue creado en La Paz en 1980 con el objetivo de contribuir al desarrollo científico y cultural del país y establecer un centro de recreación y apoyo a la educación formal en el campo de las ciencias naturales y de la historia natural. Comprende los departamentos de Zoología, Botánica y Paleontología, que albergan un total de 635.000 especímenes.

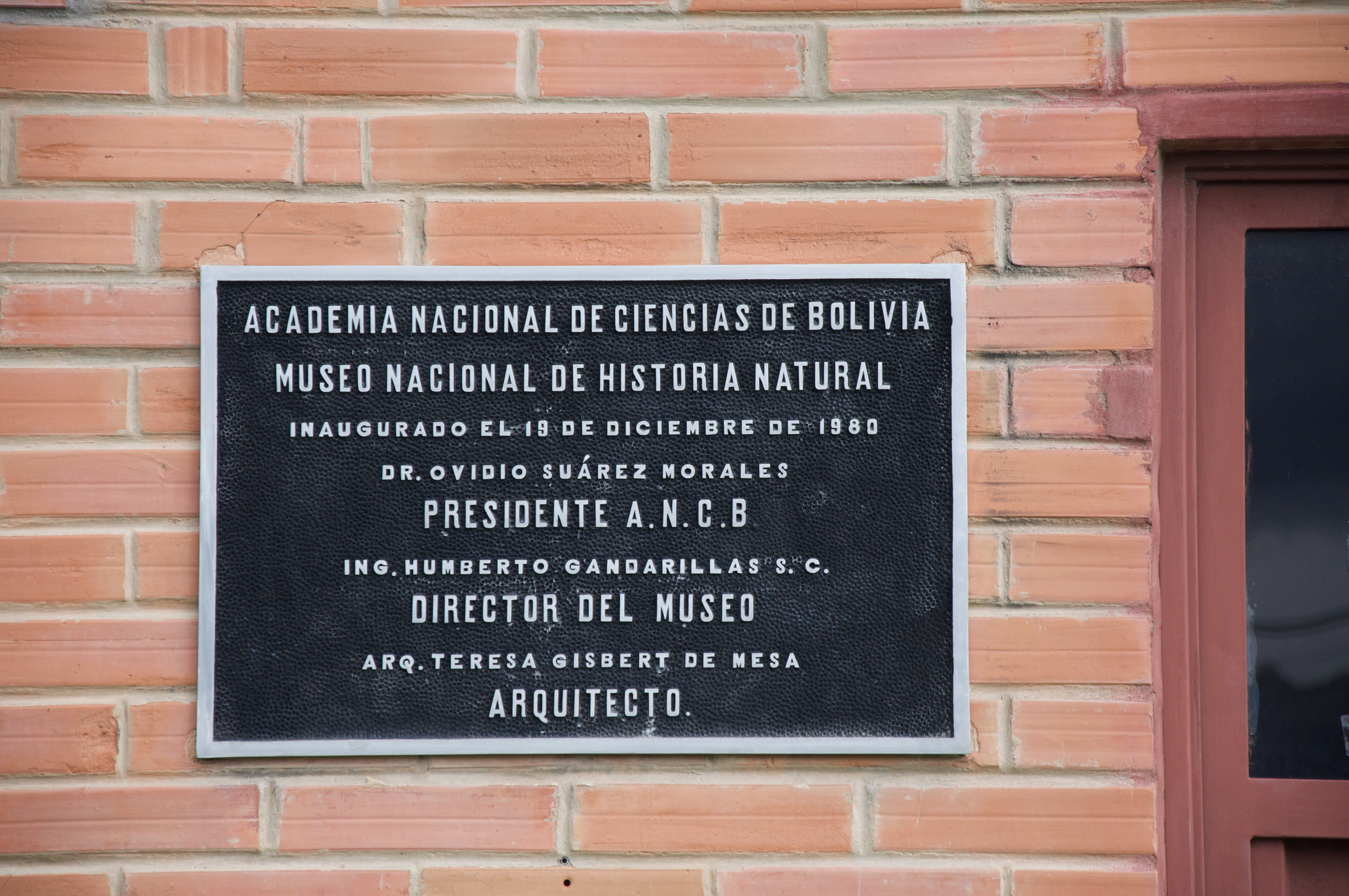
Plaza conmemorativa de la inauguración del Museo.

## Departamento de Zoología
La investigación zoológica de Bolivia se inicia en el museo desde 1979. Cuenta con seis secciones: invertebrados, peces, mamíferos, anfibios, reptiles y aves. Alberga colecciones científicas de 366.802 especímenes entre vertebrados e invertebrados. Esta sección del museo se inició en base las colecciones de Sempere y Castillo en 1979. Actualmente cuenta con especímenes que representan la diversidad de toda Bolivia.

## Departamento de Botánica
La colección botánica cuenta con más de 180.000 especímenes y una base de datos electrónica con 105.000 plantas introducidas. Las mismas provienen de diferentes estudios realizados en el país.

## Departamento de Paleontología

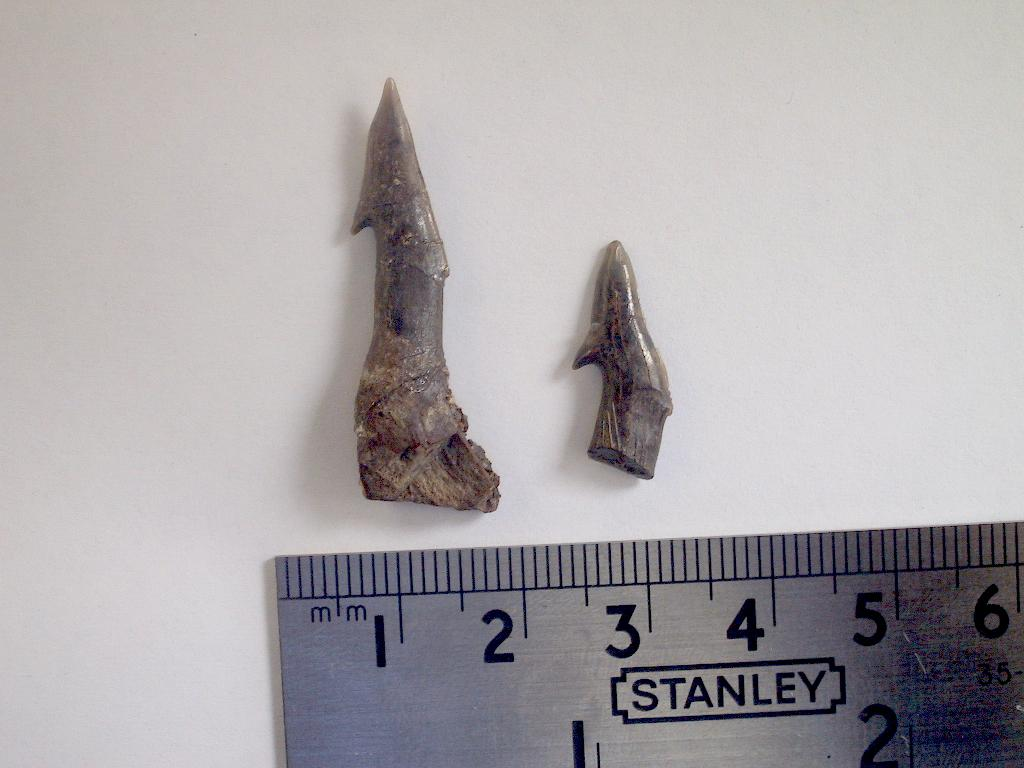
Dientesde Pucapristis branisi

Este departamento desarrolla una investigación paleontológica, generando información científica básica sobre el pasado biológico del país. Desarrolla y conserva colecciones de referencia de fósiles bolivianos.